# Wilcox County (Alabama)
Wilcox County is een county in de Amerikaanse staat Alabama.
De county heeft een landoppervlakte van 2.302 km² en telt 13.183 inwoners (volkstelling 2000). De hoofdplaats is Camden.

## Bevolkingsontwikkeling

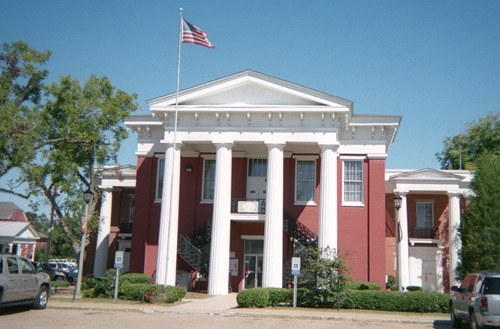
Wilcox County Courthouse